# Марипи
Марипи (исп. Maripí) — город и муниципалитет в центральной части Колумбии, на территории департамента Бояка. Входит в состав Западной провинции.

## История
До прихода испанцев территорию муниципалитета населяли представители индейского племени мусо. Поселение, из которого позднее вырос город, было основано в 1770 году. Муниципалитет Марипи был выделен в отдельную административную единицу в 1784 году.

## Географическое положение

Муниципалитет Марипи

Город расположен в западной части департамента, в гористой местности Восточной Кордильеры, на расстоянии приблизительно 70 километров к западу от города Тунха, административного центра департамента. Абсолютная высота — 1788 метров над уровнем моря.
Муниципалитет Марипи граничит на юго-западе с территорией муниципалитета Мусо, на северо-западе — с муниципалитетом Сан-Пабло-де-Борбур, на севере — с муниципалитетом Пауна, на востоке — с муниципалитетом Кальдас, на юге — с территориями муниципалитетов Буэнависта и Копер. Площадь муниципалитета составляет 112 км².

## Население
По данным Национального административного департамента статистики Колумбии, совокупная численность населения города и муниципалитета в 2015 году составляла 7480 человек.
Динамика численности населения муниципалитета по годам:
| 2005 | 2006 | 2007 | 2008 | 2009 | 2010 | 2011 | 2012 | 2013 | 2014 | 2015 |
| ---- | ---- | ---- | ---- | ---- | ---- | ---- | ---- | ---- | ---- | ---- |
| 7914 | 7876 | 7842 | 7794 | 7756 | 7703 | 7663 | 7609 | 7563 | 7521 | 7480 |

Согласно данным переписи 2005 года мужчины составляли 53,5 % от населения Марипи, женщины — соответственно 46,5 %. В расовом отношении белые и метисы составляли 88,6 % от населения города; негры, мулаты и райсальцы — 11,4 %.
Уровень грамотности среди всего населения составлял 78,8 %.

## Экономика
Основу экономики Марипи составляют сельское хозяйство и добыча полезных ископаемых.

63 % от общего числа городских и муниципальных предприятий составляют предприятия торговой сферы, 20,8 % — промышленные предприятия, 16,1 % — предприятия сферы обслуживания, 0,1 % — предприятия иных отраслей экономики.